# Каралић
Каралић (Каралићи) је насељено мјесто у саставу града Дрниша, у Шибенско-книнској жупанији, у Далмацији, Република Хрватска.

## Географија
Насеље је удаљено око 11 км сјеверозападно од Дрниша.

## Историја
Каралић се од распада Југославије до јуна 1992. године налазио у Републици Српској Крајини.

## Становништво
Према попису из 1991. године, Каралић је имао 165 становника. Према попису становништва из 2001. године, Каралић је имао 122 становника. Насеље је према попису становништва из 2011. године имало 108 становника.
| Демографија (Каралић) (Каралић) (Каралић) (Каралић) | Демографија (Каралић) (Каралић) (Каралић) (Каралић) | Демографија (Каралић) (Каралић) (Каралић) (Каралић) |
| Година                                              | Становника                                          | Становника                                          |
| --------------------------------------------------- | --------------------------------------------------- | --------------------------------------------------- |
| 1961.                                               | 210                                                 |                                                     |
| 1971.                                               | 181                                                 |                                                     |
| 1981.                                               | 157                                                 |                                                     |
| 1991.                                               | 165                                                 |                                                     |
| 2001.                                               | 122                                                 |                                                     |
| 2011.                                               |                                                     | 108                                                 |